# La madre
La madre (de moeder) is een roman uit 1920 geschreven door Grazia Deledda. 

## Verhaal
Het verhaal gaat over Paulo, een priester die verliefd is op Agnese. Zijn moeder komt erachter en probeert hem over te halen trouw te blijven aan zijn geloofsovertuiging. Paulo ontmoet Agnese nog een laatste maal om afscheid te nemen. Agnese dreigt hun affaire bekend te maken tijdens de mis die de volgende dag plaats zal vinden. De gedachte aan de bekendmaking geeft zijn moeder een schrik om het hart en als Agnese de kerk binnenkomt, sterft zijn moeder voor het aanzicht van het altaar.